# Erythrura papuana
Il diamante di Papua (Erythrura papuana Hartert, 1900) è un uccello passeriforme della famiglia degli Estrildidi.

## Distribuzione edhabitat
La specie è endemica della Nuova Guinea, dove è diffusa lungo tutto l'asse centrale montuoso. L'habitat preferito della specie, infatti, è rappresentato dalla foresta pluviale e subtropicale montana, con percentuali di umidità molto alte.

## Descrizione

### Dimensioni
Si tratta di una delle specie di maggiori dimensioni del genere Erythrura, in quanto misura fino a 14 cm di lunghezza, coda compresa. A parità d'età, i maschi sono più grossi e robusti rispetto alle femmine.

### Aspetto
Si tratta di un uccello d'aspetto piuttosto robusto, con un grosso becco conico.

Il piumaggio è verde brillante su tutto il corpo, con tendenza a schiarirsi fino a sfumare nel verde-giallastro su gola, petto ed ai lati del collo: sulla faccia è presente una mascherina di colore blu cobalto che arriva agli occhi ed alle guance ed è più estesa nel maschio rispetto alla femmina, mentre il codione e la coda sono di un colore rosso vinaccia in ambedue i sessi. Il becco è nero, gli occhi sono bruno scuro, le zampe sono di color carnicino-rosato.
L'aspetto di questo uccello appare nel complesso molto simile a quello del diamante di Kittlitz, rispetto al quale il diamante di Papua appare di maggiori dimensioni e possiede colorazione più scura in generale e più chiara sul petto.

## Biologia
Si tratta di uccelli molto timidi e circospetti, che vivono da soli od in coppie e che si muovono prevalentemente al mattino od al tramonto, cercando il cibo nel folto della vegetazione.

### Alimentazione
Il diamante di Papua è un uccello principalmente granivoro, che col robusto becco è in grado di avere ragione di numerose qualità di piccoli semi: non disdegna tuttavia di nutrirsi anche di germogli, bacche, frutti e, di tanto in tanto, anche di piccoli insetti.

### Riproduzione
Le abitudini riproduttive di questo uccello sono poco conosciute e non sono state ancora studiate in maniera approfondita: si ritiene tuttavia che esse non differiscano molto da quelle del congenere ed affine diamante di Kittlitz.